# Maurice FitzGerald (comte de Desmond)
Pour les articles homonymes, voir Maurice FitzGerald et FitzGerald.
Maurice FitzGerald, de facto 5e comte de Desmond de 1399 à 1401.

## Contexte
Maurice FitzGerald est le second des fils de Gerald Fitzgerald 3e comte de Desmond. En 1399 après la mort de son frère ainé John FitzGerald (4e comte de Desmond) il s'autoproclame comte de Desmond au détriment de son jeune neveu Thomas, âgé d'environ 13 ans et qui ne récupère ses domaines qu'en 1401.

## Source
- (en) T.W Moody, F.X. Martin et F.J. Byrne, A New History of Ireland IX Maps, Genealogies, Lists. A companion to Irish History part II, Oxford, Oxford University Press, 2011, 690 p. (ISBN 978-0-19-959306-4)